# Woenselse Markt
De Woenselse Markt is een driehoekig plein dat een centrale functie vervult in de Eindhovense wijk Oud-Woensel.
In 1906 werd dit plein aangelegd en stond bekend als Markt of Nieuwe Markt: er werd inderdaad een weekmarkt gehouden.
Toen in 1920 een vijftal gemeenten, waaronder Woensel, bij Eindhoven werden gevoegd, moest men straatnamen veranderen aangezien vele straatnamen dubbel of meervoudig voorkwamen in de fusiegemeente. Aangezien er in Eindhoven reeds een Markt bestond, kwam de naam van de in Woensel gelegen Markt te vervallen, en werd het onder meer: Van Brakelstraat. De (Fellenoordse) Kerkweg werd omgedoopt in Kruisstraat.
Omstreeks 1934 kwam de naam Woenselse Markt in zwang en deze werd snel daarna officieel.
Ook tegenwoordig wordt er op dit plein nog een zaterdagmarkt gehouden. Onder Engelstalige bewoners van Eindhoven word deze markt de Saturday Market genoemd.